# Trabeculus flemingi
Trabeculus flemingi är en insektsart som beskrevs av Günter Timmermann 1959. Trabeculus flemingi ingår i släktet Trabeculus och familjen fjäderlöss. Inga underarter finns listade i Catalogue of Life.